# Byrrhodes setosus
Byrrhodes setosus là một loài bọ cánh cứng thuộc chi Byrrhodes trong họ Ptinidae.